# Bistum Noli
Das Bistum Noli (lateinisch Dioecesis Naulensis) war eine römisch-katholische Diözese, die ihren Sitz in Noli, Ligurien, hatte.

## Geschichte
Jacopo da Pecorara, Kardinalbischof von Palestrina, war als Legat von Papst Gregor IX. auf dem Weg nach Frankreich um sich dort mit den Katharern zu befassen. Als er sich 1239 in Savona aufhielt, trennte er mit päpstlicher Genehmigung Gebiete des Bistums Savona ab und gründete das neue Bistum Noli. Es wurde der Kirchenprovinz Genua als Suffraganbistum zugeordnet, obwohl Savona dem Erzbistum Mailand unterstand. Am 25. April 1249 bestätigte Papst Innozenz IV. den Status von Noli und den Kathedralenstatus von San Paragorio.
An der Kathedrale bestand ein Kapitel, das aus dem Erzpriester und fünf Kanonikern bestand. Erst 1820 als Noli mit Savona vereinigt wurde, bestand das Kapitel aus dem Erzpriester, dem Dekan, dem Theologen, dem Pönitentiar und vier weiteren Kanonikern.
Der erste Bischof von Noli war Guglielmo Contardi, der bereits seit 1230 Bischof von Brugnato, einem Suffraganbistum der Erzdiözese Genua, gewesen war. Bis 1245, als Papst Innozenz IV. die Trennung anordnete, verwaltete er beide Bistümer in Personalunion. Danach war er Apostolischer Administrator. Am 20. April 1249 unterzeichnete Papst Innozenz eine an den Bischof von Noli gerichtete Bulle In sacra Petri, in der er die Kirche des Heiligen Paragorius von Noli unter den Schutz von St. Petrus und ihm selbst stellte und bestätigte, dass Noli ein Suffraganbistum der Erzdiözese Genua sei.
Nach seiner Amtseinführung als Bischof erkannte Leonardo Trucco (1572–1587), dass San Paragorio nach 330 Jahren als Kathedrale von Noli den Bedürfnissen des Bischofs und der Diözese nicht mehr genüge. Sie lag außerhalb der Stadtmauern und war schwer zugänglich. Bischof Trucco schrieb daher an Papst Gregor XIII. und schlug vor, den Bischofssitz innerhalb der Stadt in die Kirche San Pietro zu verlegen. In einem Apostolischen Schreiben vom 22. Oktober 1572 gab der Papst dem Antrag des Bischofs statt und genehmigte die Übertragung.
Am 8. Dezember 1820 vereinigte Papst Pius VII. mit der Bulle Dominici Gregis die Diözese Savona und die Diözese Noli aeque personaliter, unter dem Titel „Savonensis et Naulensis“. Als Begründung führte er die geringe Zahl der Gläubigen und das unzureichende Einkommen der Diözese Noli an.
Am 30. September 1986 verfügte Papst Johannes Paul II. die endgültige Vereinigung von Savona und Noli unter dem Titel Dioecesis Savonensis-Naulensis. Sitz der neuen Diözese ist Savona. Die Kathedrale in Noli erhielt den Rang einer Konkathedrale. Das Kapitel blieb als Capitulum Concathedralis bestehen. Es sollte aber nur noch ein Diözesangericht, ein Seminar, ein Konsultorenkollegium und einen Priesterrat geben. Die Diözese wurde der Kirchenprovinz Genua zugeordnet.